# Companhia Aeroespacial Kawasaki
A Kawasaki Heavy Industries Aerospace Company (川崎重工業航空宇宙カンパニー, Kawasaki Jūkōgyō Kōkūuchū Kanpanii) é a divisão Aeroespacial da Kawasaki Heavy Industries.  Produz aeronaves, naves espaciais, simuladores de voo, motores a reação, mísseis e eletrônicos.

## História

### Início pré-guerra
A Indústria Aeronáutica Kawasaki (川崎航空機工業株式会社, Kawasaki Kokuki Kogyo K.K.) foi uma das primeiras fabricantes de aeronave do Japão. Desenvolveu um grande número de aeronaves para o Exército Imperial do Japão durante a década de 1930 e 1940. Na era pós-guerra, produziu numerosas aeronaves sob licença de fabricantes americanos para a Força Aérea de Autodefesa do Japão e Força Marítima de Autodefesa do Japão. A companhia se tornou parte da Kawasaki Heavy Industries (KHI) em 1969.
A Indústria Aeronáutica Kawasaki foi fundada em 1918 como uma subsidiária do conglomerado industrial Kawasaki Heavy Industries em Kobe. Antes do fim da Segunda Guerra Mundial, a Kawasaki fornecia basicamente aeronaves e motores de aeronaves para o Serviço Aéreo do Exército Imperial Japonês.
No início da década de 1930, a Kawasaki construiu o biplano Salmson e motores sob licença, desenvolvendo também alguns projetos próprios. A Kawasaki contratou o notável engenheiro aeroespacial Dr. Richard Vogt, de 1923 a 1933 para assessorar no trabalho de projetos e treinar os engenheiros japoneses. Dentre os aprendizes de Vogt está o Sr. Takeo Doi, futuro chefe na Kawasaki. Vogt mais tarde se tornou chefe na Blohm + Voss.
A Kawasaki obteve licença da Dornier para a construção de barcos voadores de metal. O Kawasaki-Dornier Wal fez um voo notável em Dezembro de 1924. Entretanto, a Kawasaki se especializou posteriormente em aeronaves de terra. Os projetos notáveis incluem:
- Ka 87 - Bombardeiro bimotor (1926)
- Type 88 - Biplano de reconhecimento (1927)
- Type 92 - Caça biplano (1930)
- Ki-3 - Bombardeiro monomotor biplano (1933)
- Ki-5 - single-engine experimental fighter (1934)
- Ki-10 - Caça biplano (1935)
- Ki-28 - Caça monomotor experimental (1936)
- Ki-32 - Bombardeiro monomotor (1937)
- Ki-45 - Caça bimotor (1939)
- Ki-48 - Bombardeiro leve bimotor (1939)
- Ki-56 - Aeronave de transporte leve (1940)
- Ki-60 - Caça monomotor experimental (1941)
- Ki-61 - Caça (1941)
- Ki-64 - Caça (1943)
- Ki-88 - Caça (não construído)
- Ki-96 - Caça bimotor experimental (1941)
- Ki-100 Caça com motor radial (1944)
- Ki-102 - Caça bimotor (1944)
- Ki-148 - Míssil ar-terra (1944)

### Desenvolvimento pós-guerra
Durante a Ocupação do Japão após o fim da Segunda Guerra Mundial, toda a indústria aeroespacial japonesa foi desmontada, os projetos destruídos e as fábricas convertidas para outros usos. Após o fim do banimento de produção de aeronaves, em Março de 1954, uma nova companhia foi fundada pela união das subsidiárias K.K. Kawasaki Gifu Seisakusho e Kawasaki Kikai Kogyo K.K., mantendo o nome da antecessora Kawasaki Kokuki Kogyo KK,
O Kawasaki KAL-1 (Julho de 1953) foi a primeira aeronave construída de metal pelos japoneses. A produção anterior foi de 210 treinadores a jato Lockheed T-33, 48 aeronaves de patrulha marítima Lockheed P-2H Neptune e 239 helicópteros Bell 47, todos sob licença dos Estados Unidos. A Kawasaki foi também o maior contratado para fornecer componentes para a aeronave turboélice de transporte desenvolvida no Japão, o NAMC YS-11.
A Kawasaki Kokuki K.K. foi dissolvida e se tornou uma divisão da reorganiazada Kawasaki Heavy Industries (KHI) em Abril de 1969.

### Sob a Kawasaki Heavy Industries

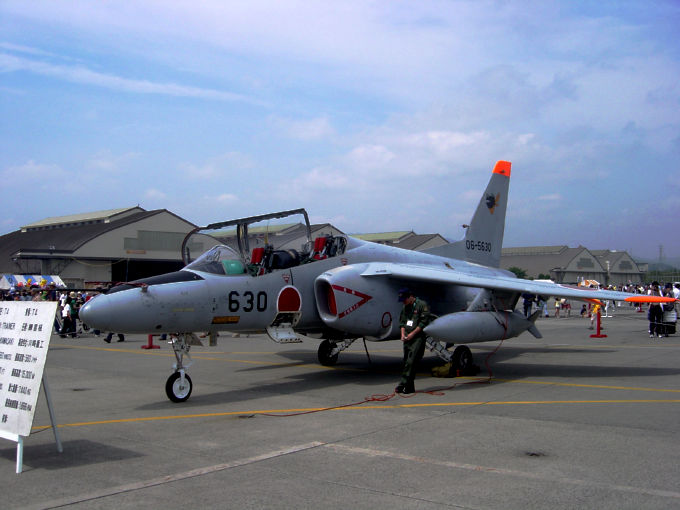
Kawasaki T-4

Em Abril de 1969, a anterior Kawasaki Kokuki K.K. foi dissolvida e se tornou uma divisão da reorganiazada Kawasaki Heavy Industries (KHI). A Kawasaki é um grande fornecedor do Ministério da Defesa do Japão. Em Novembro de 1970, a Kawasaki finalizou a primeira aeronave de transporte militar turbofan projetada no país, o C-1. A companhia se concentrou primariamente na produção sob licença dos dos aviões e helicópteros norte-americanos durante a década de 1990. A Kawasaki construiu 82 P-2J (derivado do Lockheed P-2), 211 helicópteros KH-4 (derivado do Bell 47), 160 helicópteros Kawasaki KV-107 (derivado do Boeing Vertol 107 Model II), além de helicópteros Hughes/McDonnell Douglas Model 500D e OH-6DA. A Kawasaki também produziu um total de 101 aeronaves de patrulha de guerra antisubmarina P-3C com mais quatro versões de treinamento/inteligência eletrônica (EP-3/UP-3D), e 68 CH-47J / JA.
Na década de 1990, a Kawasaki se tornou o principal fornecedor do novo helicóptero de ataque e observação OH-1 (voou pela primeira vez em Agosto de 1996), e construiu cerca de 200 treinadores T-4 para a JASDF até 1998. Atualmente, está desenvolvendo duas aeronaves grandes, o avião de patrulha marítima XP-1 e o de transporte, XC-2.
A Kawasaki também continua a construir helicópteros, incluindo o BK117, desenvolvido e manufaturado em conjunto com a MBB. A Kawasaki iniciou a entrega do helicóptero de transporte e de medidas anti-minas MCH-101 em 2006 para a Força Marítima de Autodefesa do Japão.
Na aviação comercial, a KHI está envolvida em um desenvolvimento e produção em conjunto de uma aeronave de passageiros. Está envolvida no desenvolvimento e produção do Boeing 767 e Boeing 777 com a Boeing, e com os 170, 175, 190 e 195 jets em parceria com a Embraer. Está também envolvida no desenvolvimento e produção de motores turbofan para aeronaves de passageiros, tais como o V2500, RB211/Trent, PW4000 e o CF34.
A Kawasaki trabalha também para a JAXA. A KHI foi responsável pelo projeto e produção de coifas e a construção do complexo de lançamento para o foguete H-II. Atualmente, trabalha com o foguete H-IIA.

## Principais produtos
- Aeronaves
  - Kawasaki C-1 - Transporte militar bimotor
  - Kawasaki C-2 - Transporte militar avançado
  - Kawasaki KAT-1 - Treinamento primário
  - Kawasaki KH-4 - Helicóptero utilitário leve
  - Kawasaki OH-1 - Helicóptero de reconhecimento leve
  - OH-6 Cayuse Helicóptero de reconhecimento leve
  - Kawasaki P-1 - Patrulha marítima avançada
  - Kawasaki P-2J - Patrulha marítima
  - Kawasaki T-4 - Treinador intermediário a jato
  - Kawasaki YPX  - Avião comercial proposto
  - MBB/Kawasaki BK 117 - Helicóptero utilitário/transporte
- Naves espaciais
- Simuladores de voo
- Motores a reação
- Mísseis
  - Type 64 MAT - Míssil anti-tanque
  - Type 79 Jyu-MAT - Míssil anti-tanque
  - Type 87 Chu-MAT - Míssil anti-tanque
  - Type 96 Multi-Purpose Missile System - Míssil anti-tanque
  - Type 01 LMAT - Míssil anti-tanque
  - Middle range Multi-Purpose missile
- Equipamentos eletrônicos
- Drones
  - Kawasaki KAQ-1 - Drone para alvos aéreos